# Luchuena hachijoensis
Luchuena hachijoensis é uma espécie de gastrópode  da família Enidae.
É endémica de Japão.